# Войново (Ґолюбсько-Добжинський повіт)
Войново (пол. Wojnowo) — село в Польщі, у гміні Збуйно Ґолюбсько-Добжинського повіту Куявсько-Поморського воєводства. Населення — 208 осіб (2011).
У 1975-1998 роках село належало до Влоцлавського воєводства.

## Демографія
Демографічна структура станом на 31 березня 2011 року:
|          | Загалом | Допрацездатний вік | Працездатний вік | Постпрацездатний вік |
| -------- | ------- | ------------------ | ---------------- | -------------------- |
| Чоловіки | 107     | 14                 | 79               | 14                   |
| Жінки    | 101     | 20                 | 51               | 30                   |
| Разом    | 208     | 34                 | 130              | 44                   |